# Buswartehalle Schwarze Pumpe

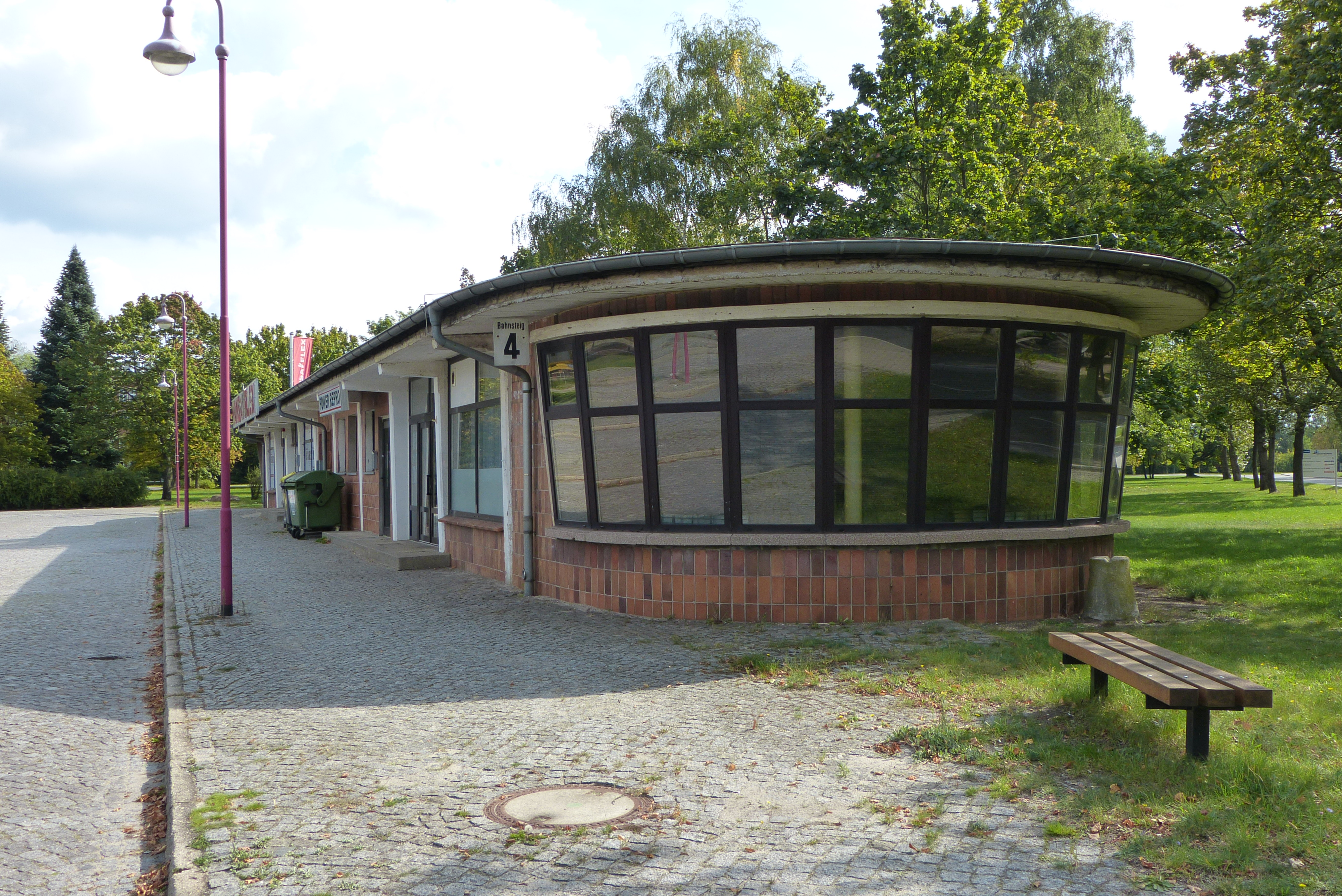
Buswartehalle Schwarze Pumpe

Die Buswartehalle Schwarze Pumpe ist eine ehemalige Buswartehalle mit Kiosk am Busbahnhof in der Ortschaft Schwarze Pumpe im Landkreis Spree-Neiße in Brandenburg. Sie steht unter Denkmalschutz und ist mit der Bezeichnung Haltestelle & Kiosk in der Denkmalerfassungliste geführt. Die Anschrift lautet An der Heide 2, 03130 Spremberg.
Die Buswartehalle befindet sich an der Haltestelle Schwarze Pumpe, Busbahnhof östlich der Ortslage Schwarze Pumpe und im zu Brandenburg gehörenden Teil des Industrieparks Schwarze Pumpe. Die Bushaltestelle entstand Ende der 1950er Jahre mit dem Bau des Gaskombinats Schwarze Pumpe und der dazugehörigen Großwohnsiedlung im Gebiet der damaligen Gemeinde Terpe, die 1959 den neuen Namen Schwarze Pumpe erhielt. Von der Bushaltestelle aus waren die Werkseingänge des Gaskombinates gut zu erreichen. Die Wartehalle ist ein eingeschossiger, langgestreckter Bau mit halbgerundeten Kopfbauten. Das Gebäude hat an seiner längsten Stelle eine Länge von 43,74 Metern und eine Breite von 6,45 Metern. Die Fassade ist mit einem 75 Zentimeter hohen Ziegelmauerwerk aus Klinkern ausgeführt, darüber befinden sich eine großflächige Verglasung und ein Flachdach. Das Tragwerk ist als Stahlbetonkonstruktion ausgeführt.
Ursprünglich gab es zwei Wartehallen, die beide 1960 gebaut wurden. In der nördlichen Wartehalle gab es zu DDR-Zeiten einen Zeitschriftenkiosk, einen Buchladen, einen Fahrkartenverkauf und einen Fahreraufenthaltsraum. Sie wurde nach der Wende abgerissen. Die erhaltene südliche Wartehalle gehörte später dem Energiekonzern Vattenfall und wurde von diesem schließlich verkauft. Sie wird heute von einem Imbiss, einem Copyshop und einem Hydraulikartikelgeschäft genutzt.